# 栗栖野城
栗栖野城（くりすのじょう）は、兵庫県丹波篠山市栗栖野落山にあった日本の城。丹波酒井氏の一族、栗栖野酒井氏の居城。明智光秀の丹波攻めにおいて落城した。

## 概要
栗栖野酒井氏の酒井越中守頼重によって戦国期に築城されたとされる。標高300メートル、比高100メートルに築かれている。城の広さは六畝ほどで小規模なものだが、二の丸に地蔵堂が佇む。波多野氏の所領支配における役割もあり、古市村南部の草野方面からの攻撃に備えるだけでなく、築城当初は京街道を東から攻めてくる三好軍への対処が目的であったとされる。また、八上城の狼煙、枝城であった伝わる。
遺構は主郭が28メートル、東西8メートル、主郭同規模の副郭があり、南北に二曲輪、西側に帯状の曲輪二段を配し、巨岩が多い尾根筋にある。また南側には掘り残しの土塁も点在する。虎口は不明ではあるが、年代的には古い縄張りとなっている。
また、『丹波志』によると、南北の堀切で城内を画し、本丸の北に二、三郭を配し、二郭の西に一段を置き、腰曲輪が取り巻く縄張りになっている。大歳神社の裏を南に登ると、北の堀切がある。この堀切は東西の竪堀として続く。この南に門跡があり、すぐに三郭に出る。この西下に小郭がある。三郭の上に二郭があり、地蔵菩薩を祀る祠がある。この二郭の西を帯曲輪が巻いている。ここから、5メートルほど斜面を登ったところが主郭である。主郭の西にも帯曲輪が二重に巻いている。主郭の南には土塁の跡が残っており、南に馬の背状の尾根道が続き、南の堀切に出る。この堀切も竪堀として谷底まで続いている。
織田氏の丹波平定時は、八上城の西南を守る城として機能したが、明智方の波多野氏攻略の一環で行われた攻城作戦の際に落城したとされる。
正確な落城時期については、天正7年（1579）2月18日に、明智光秀が鍛冶である宮田村の次郎太郎と矢代村の与五郎の諸役を免除したという史料が残っている。このことから推測すると、この時点で既に酒井氏の所領が明智方の支配下にあることがわかる。つまり、これ以前に栗栖野城も含めて酒井氏の諸城が全て落城しているものと考えられる。
城山にあった若林寺は戦火で焼失するが江戸時代に再興し、栗栖野酒井氏の菩提寺として代々受け継がれることになった。
登城口には栗栖野酒井氏の初代酒井信綱が葛原親王を祀った大歳神社がある。これは桓武平氏を先祖とする酒井氏の氏神である。
城内には丹波篠山市の民話で有名な「イボ取り地蔵」が安置されている。篠山城築城時にたくさんの岩石が栗栖野から採掘されており、城の裏側には使われなかった石の残骸が散乱している。

## 城主
永禄年間の築城と考えられているため、酒井越中守頼重が初代城主であるとされる。その子の信政は、明智光秀の丹波攻めが開始されると居城の栗栖野城に籠城したとも、秀治が亡くなる天正七年（1579年）に一族郎党共に討死したとも、天正三年（1575年）11月15日に病死したとも云われ、その動向に関しては複数の説がある。弟の依信は嫡男の信定の後見人として城代に任じられた後に、八上城に籠城したが、戦の最中に病で亡くなっている。城は八上城の落城と同時に開城した。城主の信定は城を退去し、農民として栗栖野に土着し、慶長年間に死没したと「丹波志」に記載されている。

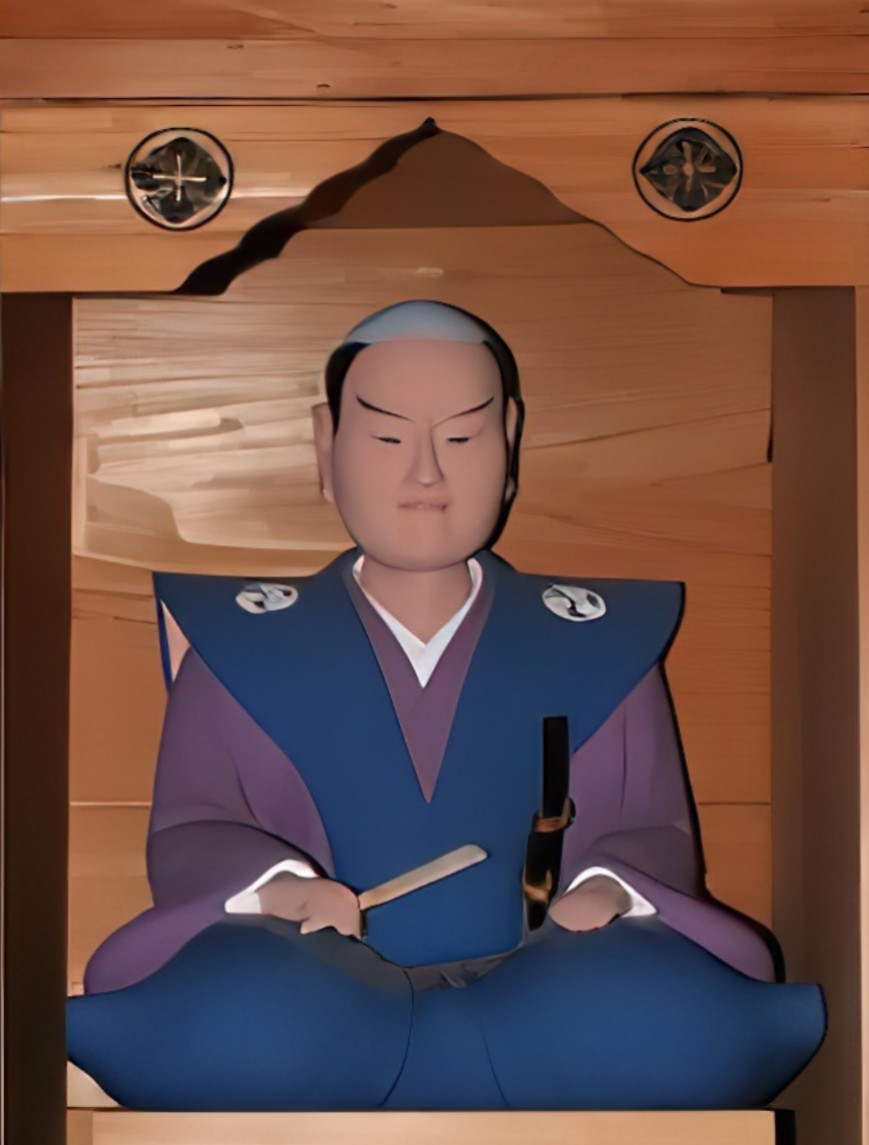
酒井信政像

## 若林寺
栗栖野城の北山麓にある若林寺は信政が永禄元年（1558年）に、頓譽露天上人を開基として建立し、以後栗栖野酒井氏の菩提寺として代々継承されている。元来、城とともに山上にあったため、丹波攻めの戦火により焼失したが、信政の孫である酒井孫左衛信蜜が若林寺を再興した。

## 遺構

### 地蔵堂
二の丸にある地蔵堂にはイボ取り地蔵が安置されており、様々な伝承が残されている。

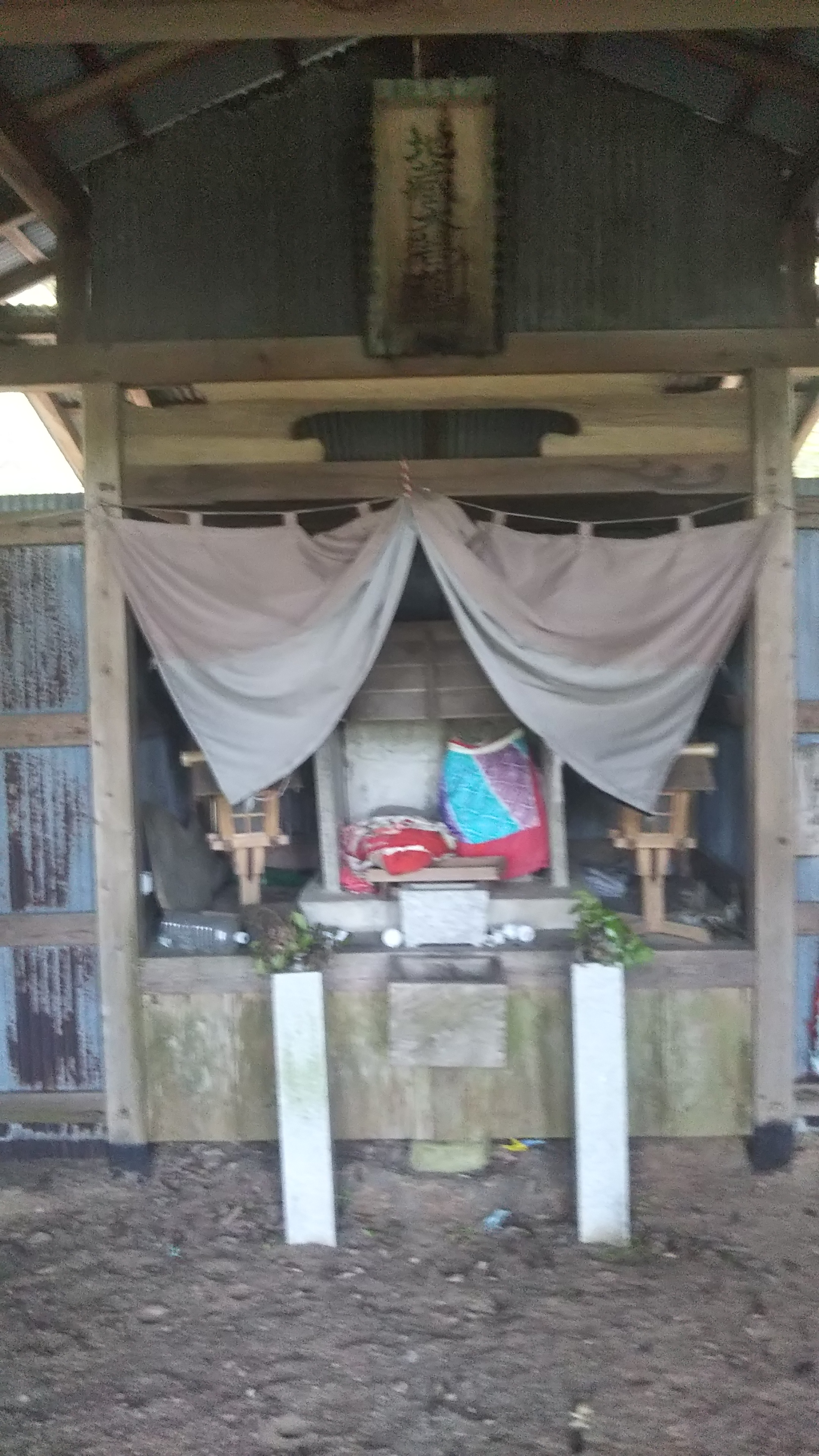
栗栖野城地蔵堂

### 古城歌
栗栖野城に伝わっている歌とされる。地蔵堂内にある。

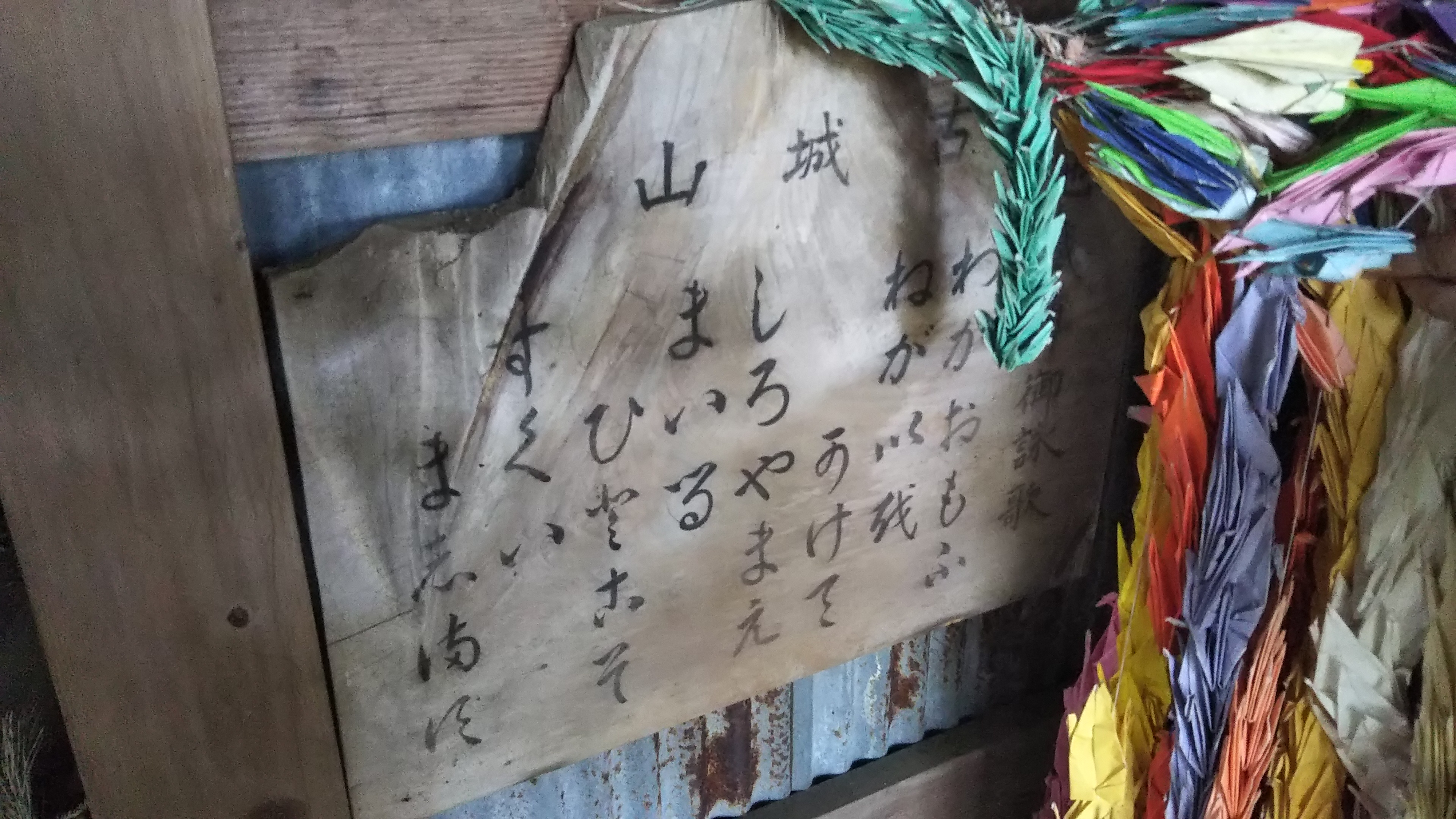
栗栖野城古城歌

### 本丸跡

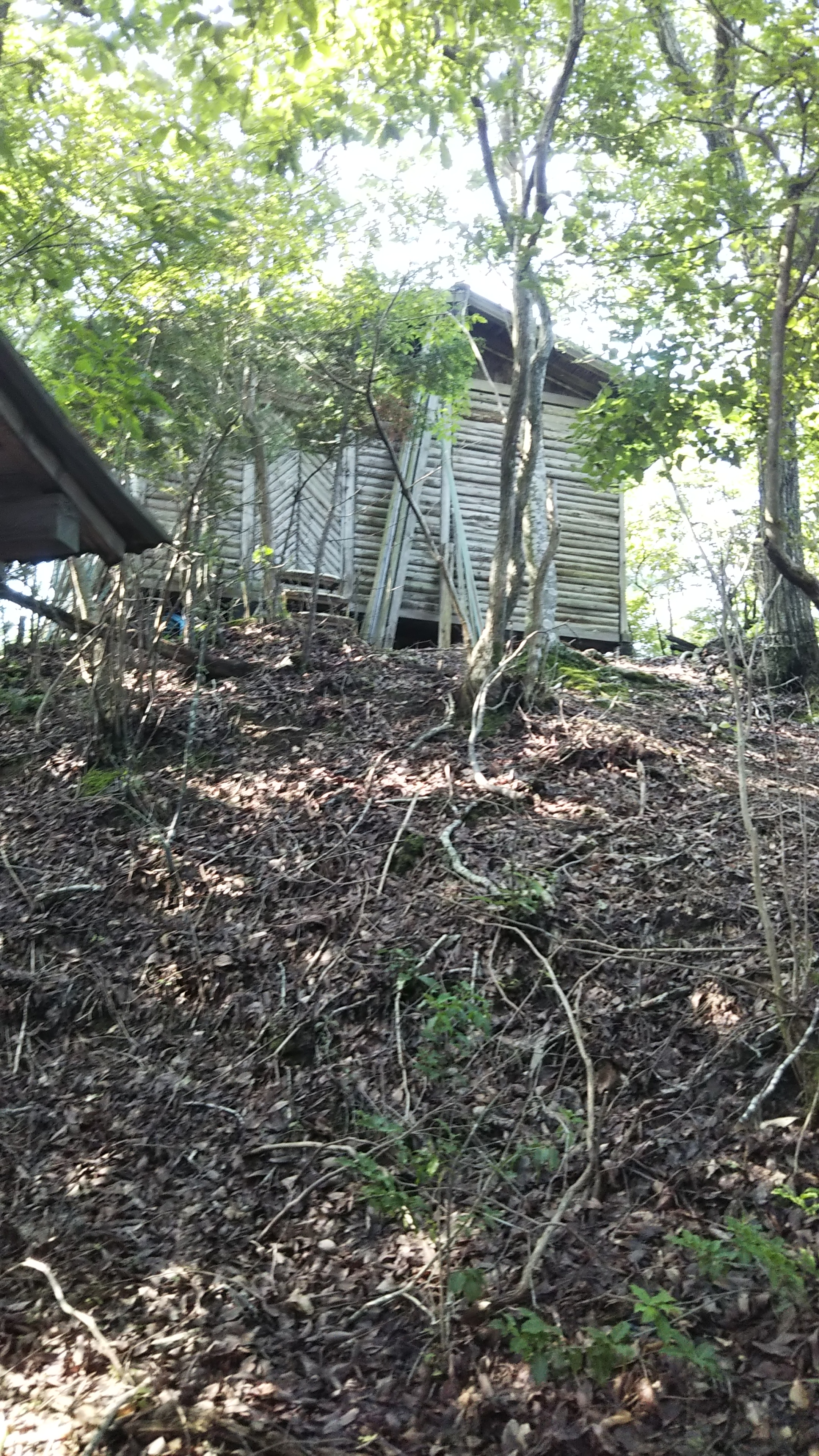
栗栖野城本丸

## 関連事項
- 丹波酒井氏
- 波多野秀治
- 明智光秀
- 第二次丹波攻め八上城合戦